# Jai Narayan Vyas

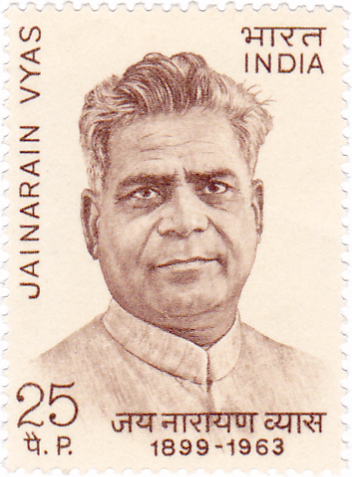
Jai Narayan Vyas (Briefmarke der Indischen Post, 1974)

Jai Narayan Vyas (Hindi: जय नारायण व्यास; * 18. Februar 1899 in Jodhpur, Marwar, Britisch-Indien; † 14. März 1963 in Neu-Delhi) war ein indischer Politiker des Indischen Nationalkongresses (INC), der zwischen 1951 und 1952 sowie erneut von 1952 bis 1954 Chief Minister von Rajasthan sowie zwischen 1957 und seinem Tode 1963 Mitglied der Rajya Sabha war, des Oberhauses des Parlaments (Bhāratīya Sansad). 

## Leben
Jai Narayan Vyas, Sohn von Sewaramji Vyas, war nach der Unabhängigkeit Indiens vom Vereinigten Königreich am 15. August 1947 vom 3. März 1948 bis zu seinem Rücktritt am 7. April 1949 Premierminister von Jodhpur. Zugleich war er für den Indischen Nationalkongress (INC) erst Mitglied der Verfassunggebenden Versammlung (Constituent Assembly) beziehungsweise von 1950 bis April 1951 Mitglied des Provisorischen Parlaments (Provisional Parliament).
Als Nachfolger von C. S. Venkatachari wurde er am 26. April 1951 erstmals Chief Minister von Rajasthan und bekleidete dieses Amt bis zum 2. März 1952, woraufhin Tika Ram Paliwal ihn ablöste. Bereits wenige Monate später löste er wiederum am 1. November 1952 Tika Ram Paliwal ab und wurde zum zweiten Mal Chief Minister des Bundesstaates Rajasthan. Diesen Posten behielt er nunmehr bis zum 12. November 1954 und wurde daraufhin von Mohan Lal Sukhadia abgelöst.
Am 20. April 1957 wurde Vyas erstmals Mitglied der Rajya Sabha, des Oberhauses des Parlaments (Bhāratīya Sansad), und gehörte diesem nach seiner Wiederwahl am 3. April 1960 bis zu seinem Tode am 14. März 1963 an. Aus seiner Ehe mit Gaurja Devi gingen ein Sohn und drei Töchter hervor.